# František Ipser
František Ipser (16. srpna 1927 Chrudim – 8. prosince 1999) byl československý fotbalista hrající na pozici útočníka a fotbalový trenér.

## Klubová kariéra
Do mužstva SK Slavia Praha přestoupil z SK Chrudim a hrál za něj v letech 1946 až 1948 a pak ještě 1950 až 1957 (v letech 1948 až 1950 byl na vojně). Ve Slavii následně od roku 1963 působil ve funkci trenéra. Během jeho působení na této pozici se mu podařilo mužstvo stmelit a dovést zpět do první ligy.

## Reprezentační kariéra
Československo reprezentoval celkem dvanáctkrát. Skončil v ní roku 1953, kdy bylo dáno tehdejším reprezentantům ze Slavie dáno na srozuměnou, že pokud chtějí dále reprezentovat republiku (především na nadcházejícím MS 1954), musejí přestoupit buď do ÚDA nebo ATK, tedy Dukly. Ipser to odmítl a v reprezentaci okamžitě skončil.